# Chew Magna
Chew Magna est une paroisse civile et un village du Somerset, en Angleterre.